# Del McCoury Band
De Del McCoury Band is een met een Grammy Award bekroonde Amerikaanse bluegrass-band.

## Bezetting
- Del McCoury (zang, gitaar, 1967–heden)
- Ronnie McCoury (mandoline, 1981–heden)
- Rob McCoury (banjo, 1987–heden)
- Jerry McCoury (bas, 1967–1989)
- Mike Brantley (bas, 1989–1992)
- Mike Bub (bas, 1992-2005)
- Dennis Crouch (bas, 2005-2005)
- Alan Bartram (bas, 2005–heden)
- Billy Baker (fiddle, 1967)
- Tad Marks (fiddle, 1990–1992)
- Jason Carter (fiddle, 1992–heden)

## Geschiedenis
Oorspronkelijk heette de band Del McCoury & the Dixie Pals met Del op gitaar en zijn broer Jerry op bas. De band onderging een aantal personeelswisselingen tot de jaren 1980, toen de band zijn bezetting versterkte en McCoury's zonen, Ronnie en Robbie op respectievelijk mandoline en banjo zich toevoegden. In 1988 werd de naam Dixie Pals vervangen door de huidige naam. Violist Tad Marks en bassist Mike Brantley traden begin jaren 1990 toe terwijl de band een nationale toeract werd.
De band nam op met Steve Earle op I Still Carry You Around op zijn album El Corazón uit 1997. Ze deelden co-facturering op zijn album The Mountain uit 1999. De band trad de afgelopen jaren ook vaak op met de Lee Boys, met setlists die bluegrass, funk en gospelmuziek combineerden met uitgebreide jams op veel nummers.
De Travelin' McCourys zijn een uitloper van de Del McCoury Band, met alle huidige (2009) leden van de band minus Del, aangevuld met gitarist Cody Kilby bij live optredens. De Travelin' McCourys spelen ook vaak gezamenlijke concerten met de Lee Boys.

## Onderscheidingen
In 1999 werd de Del McCoury-band tijdens de International Bluegrass Music Awards uitgeroepen tot «Entertainer of the Year». In 2004 werden ze genomineerd voor de Grammy Award voor «Best Bluegrass album» voor It's Just the Night en in 2006 wonnen ze die categorie voor The Company We Keep.

## Discografie

### Albums
- 1992:	Blue Side of Town
- 1993:	A Deeper Shade of Blue
- 1996:	The Cold Hard Facts
- 1999:	The Mountain (met Steve Earle)
- 1999: The Family
- 2001:	Del and The Boys
- 2003:	It's Just the Night
- 2005:	The Company We Keep
- 2006:	The Promised Land
- 2008:	Moneyland
- 2009:	Family Circle
- 2011:	American Legacies (met Preservation Hall Jazz Band)
- 2012:	Old Memories: The Songs of Bill Monroe
- 2013:	The Streets of Baltimore
- 2016:	Del and Woody

### Muziekvideo's
- 2003:	My Love Will Not Change
- 2003:	She Can't Burn Me Now

### Bijdragen
- 2007: Ronnie McCoury - Little Mo' McCoury (McCoury Music)
- 2007: Various Artists: Song of America - The Times They Are a-Changin'